# Thinking Dogs
Thinking Dogs（シンキング・ドッグス）は、かつて活動していた日本のロックバンドである。所属レーベルはSony Records、所属事務所はSeed & Flower合同会社であった。

## 略歴
- 2014年
  - 6月 - TSUBASA・Jun・わちゅ〜の3人で前身バンドを結成[1]。この年、「イナズマロックフェス」のオーディションに参加し準グランプリを獲得する[1]。
- 2015年
  - 6月24日 - デビューシングル「世界は終わらない」をリリース[2]。表題曲はTBS系ドラマ「ヤメゴク〜ヤクザやめて頂きます〜」の主題歌に抜擢された[3]。
  - 11月18日 - 2枚目のシングル「3 times」をリリース[4][5]。カップリング曲の「もしもあなたが…」は、映画「劇場霊」、スピンオフドラマ「劇場霊からの招待状」の主題歌に起用された[6][7]。
- 2016年
  - 2月24日 - 3枚目のシングル「そんな君、こんな僕」をリリース。表題曲はテレビ東京系アニメーション「NARUTO -ナルト- 疾風伝」のエンディングテーマに起用された[8]。
- 2017年
  - 4月19日 - 4枚目のシングル「Are you ready?」をリリース[9][10]。
  - 10月25日 - Sony Recordsへ移籍し、5枚目のシングル「Oneway Generation」をリリース[11]。表題曲は1987年に本田美奈子.がリリースした同曲のカバーで、映画「リンキング・ラブ」の主題歌に起用された[12]。
- 2018年
  - 3月14日 - 6枚目のシングル「愛は奇跡じゃない」をリリース。表題曲はテレビ東京系ドラマ「モブサイコ100」の主題歌に起用された[13]。
  - 9月26日 - 7枚目のシングル「言えなかったこと」をリリース。表題曲は映画「あの頃、君を追いかけた」の主題歌に起用された[14]。
- 2019年
  - 11月6日 - 8枚目のシングル「SPIRAL」をリリース。表題曲は映画「恐怖人形」の主題歌に起用された[15]。
- 2020年
  - 9月23日 - 9枚目のシングル「Heavenly ideas」をリリース。表題曲は毎日放送・TBS系ドラマ「映像研には手を出すな!」の主題歌に起用された[16]。
- 2021年
  - 3月7日 - 配信シングル「はじまりのピリオド」をリリース。表題曲は配信ドラマ「ボーダレス」主題歌の主題歌に起用された[17]。
  - 11月17日 - 10枚目のシングル「エキストラ」をリリース。表題曲はテレビ東京系ドラマ「じゃない方の彼女」の主題歌に起用された[18]。
- 2024年
  - 6月22日 - この日に新代田FEVERで行われるワンマンライブをもって解散[19]

## メンバー
| 名前              | 担当     | 生年月日              | 出身地       |
| ----------------- | -------- | --------------------- | ------------ |
| TSUBASA（ツバサ） | ボーカル | 1989年4月20日（36歳） | 茨城県水戸市 |
| Jun（ジュン）     | ギター   | 1990年2月13日（35歳） | 静岡県磐田市 |
| わちゅ〜          | ベース   | 1989年8月17日（35歳） | 茨城県水戸市 |
| 大輝（だいき）    | ドラム   | 1991年12月4日（33歳） | 茨城県取手市 |

## ディスコグラフィー

### シングル
|      | 発売日         | タイトル           | 規格品番                         | 最高位 |
| ---- | -------------- | ------------------ | -------------------------------- | ------ |
| 1st  | 2015年6月24日  | 世界は終わらない   | SRCL-8849 SRCL-8847 SRCL-8848    | 29位   |
| 2nd  | 2015年11月18日 | 3 times            | SRCL-8909 SRCL-8907 SRCL-8908    | 35位   |
| 3rd  | 2016年2月24日  | そんな君、こんな僕 | SRCL-8989 SRCL-8987 SRCL-8988    | 23位   |
| 4th  | 2017年4月19日  | Are you ready?     | SRCL-9364 SRCL-9362 SRCL-9363    | 14位   |
| 5th  | 2017年10月25日 | Oneway Generation  | SRCL-9550 SRCL-9548 SRCL-9549    | 18位   |
| 6th  | 2018年3月14日  | 愛は奇跡じゃない   | SRCL-9679 SRCL-9680 SRCL-9681    | 15位   |
| 7th  | 2018年9月26日  | 言えなかったこと   | SRCL-9931 SRCL-9932 SRCL-9933    | 12位   |
| 8th  | 2019年11月6日  | SPIRAL             | SRCL-11176 SRCL-11177 SRCL-11178 | 9位    |
| 9th  | 2020年9月23日  | Heavenly ideas     | SRCL-11477 SRCL-11478 SRCL-11479 | 13位   |
| 10th | 2021年11月17日 | エキストラ         | SRCL-11935 SRCL-11936            | 24位   |

### 配信シングル
|      | 発売日         | タイトル               |
| ---- | -------------- | ---------------------- |
| 1st  | 2021年3月7日   | はじまりのピリオド     |
| 2nd  | 2022年3月27日  | Collage                |
| 3rd  | 2023年4月14日  | 深海魚                 |
| 4th  | 2023年5月17日  | 多分絶対/燃やせ        |
| 5th  | 2023年6月21日  | Possibility≠0/FLAGSHIP |
| 6th  | 2023年7月12日  | サンクション           |
| 7th  | 2023年8月23日  | I xxxx YOU             |
| 8th  | 2023年9月13日  | オートクチュールな愛を |
| 9th  | 2023年10月18日 | KODONAism              |
| 10th | 2023年11月15日 | 棘                     |

### アルバム
|     | 発売日         | タイトル | 収録曲 | 備考     |
| --- | -------------- | -------- | --- | -------- |
| 1st | 2023年12月13日 | FAQ      | 1. I xxxx YOU 2. 多分絶対 3. エレメント 4. オートクチュールな愛を 5. ダレカ 6. キャパクラ 7. 棘 8. サンクション 9. KODONAism 10. 燃やせ 11. メメント・モリ 12. 深海魚 (FAQ ver.) 13. Possibility≠0 | 配信限定 |

## タイアップ
| 曲名                 | タイアップ                                           | 収録作品                          |
| -------------------- | ---------------------------------------------------- | --------------------------------- |
| 世界は終わらない     | ドラマ『ヤメゴク〜ヤクザやめて頂きます〜』主題歌     | 1stシングル「世界は終わらない」   |
| あと100マイル        | ロッテ ウェル噛むガムプロジェクト タイアップソング   | 1stシングル「世界は終わらない」   |
| 3 times              | CM：ロッテ                                           | 2ndシングル「3 times」            |
| もしも あなたが…     | 映画『劇場霊』、『劇場霊からの招待状』主題歌         | 2ndシングル「3 times」            |
| ごめんね、キャサリン | 映画『9つの扉』主題歌                                | 2ndシングル「3 times」            |
| そんな君、こんな僕   | アニメ『NARUTO -ナルト- 疾風伝』エンディングテーマ   | 3rdシングル「そんな君、こんな僕」 |
| Are you ready?       | CM：アシックス『Lady worker』                        | 4thシングル「Are you ready?」     |
| Oneway Generation    | 映画『リンキング・ラブ』主題歌                       | 5thシングル「Oneway Generation」  |
| 愛は奇跡じゃない     | テレビ東京系ドラマ『モブサイコ100』主題歌            | 6thシングル「愛は奇跡じゃない」   |
| 言えなかったこと     | 映画『あの頃、君を追いかけた』主題歌                 | 7thシングル「言えなかったこと」   |
| SPIRAL               | 映画『恐怖人形』主題歌                               | 8thシングル「SPIRAL」             |
| 光                   | ドラマ『乃木坂シネマズ〜STORY of 46〜』主題歌        | 8thシングル「SPIRAL」             |
| Heavenly ideas       | ドラマ『映像研には手を出すな!』主題歌                | 9thシングル「Heavenly ideas」     |
| エキストラ           | ドラマ『じゃない方の彼女』主題歌                     | 10thシングル「エキストラ」        |
| はじまりのピリオド   | ドラマ『ボーダレス』主題歌                           | 10thシングル「エキストラ」        |
| Collag               | ひかりTVのオリジナルドラマ『ラブシェアリング』主題歌 |                                   |
| 深海魚               | Leminoオリジナルドラマ『アクトレス』主題歌           |                                   |